# For the Wearing of the Green
For the Wearing of the Green è un cortometraggio muto del 1914 diretto da Raymond B. West.

## Produzione
Il film fu prodotto dalla Domino Film Company.

## Distribuzione
Distribuito dalla Mutual, il film uscì nelle sale cinematografiche degli Stati Uniti il 5 marzo 1914.